# Кренжна
Кренжна (пол. Krężna) — село в Польщі, у гміні Воля-Кшиштопорська Пйотрковського повіту Лодзинського воєводства.
Населення — 534 особи (2011).
У 1975-1998 роках село належало до Пйотрковського воєводства.

## Демографія
Демографічна структура станом на 31 березня 2011 року:
|          | Загалом | Допрацездатний вік | Працездатний вік | Постпрацездатний вік |
| -------- | ------- | ------------------ | ---------------- | -------------------- |
| Чоловіки | 255     | 73                 | 165              | 17                   |
| Жінки    | 279     | 70                 | 159              | 50                   |
| Разом    | 534     | 143                | 324              | 67                   |